# Várnai Péter (zenetörténész)
Várnai Péter (Budapest, 1922. július 10. – Budapest, 1992. január 31.) zenetörténész és -kritikus, karmester. Várnai Dániel (1881–1962) író, országgyűlési képviselő fia.

## Élete
A Berzsenyi Dániel Gimnáziumban érettségizett. 1940 és 1947 között a Nemzeti Zenedében tanult (zeneszerzés: Hammerschlag János, Szervánszky Endre, karmesterképző: Ferencsik János). A második világháború idején a mauthauseni koncentrációs táborba deportálták.
1945-től 1950-ig a Magyar Rádióban dolgozott különböző beosztásokban. Rendszeresen vezényelte a Rádiózenekart is. 1948 decemberében az intézményben elsőként megalakult két brigád közül a zenei rendezőéké tagja lett.
1951-ben a Szegedi Szimfonikus Zenekart vezényelte, a következő két évben a Híradó- és Dokumentumfilmgyár zenei vezetője. 1952 és 1954 között a Madách Színház karmestere.
1956-ban került szerkesztőként a Zeneműkiadóhoz, ahol 1982-es nyugdíjazásáig dolgozott. Itt nem csak zenetörténettel foglalkozott, de szakkönyveket is fordított.
1968-tól a Magyar Hírlap állandó zenekritikusa is volt.
Számos bel- és külföldi lexikonba, szaklapba dolgozott be.

## Művei
(Ha másképp nincs jelölve, a megjelenés helye: Budapest, kiadó: Zeneműkiadó.)

### Könyvek
- Goldmark Károly élete és művészete. Káldor Mártonnal. 1956
- Goldmark Károly élete képekben. 1957
- Heinrich Schütz. Gondolat, 1959
- A lengyel zene története, 1959
- Bánk bán az operaszínpadon. Operadramaturgiai tanulmány. Vámosi Nagy Istvánnal, 1960
- Tardos Béla, 1966
- Maros Rudolf, 1967
- Székely Endre, 1967
- Székely Mihály, 1967 (2. kiad. 1969)
- Rösler Endre, 1969
- Ferencsik János, 1972
- Oratóriumok könyve, 1972 (2., bőv. kiad. 1983)
- Velence, 1974
- Operalexikon, 1975 ISBN 9633301076
- Verdi Magyarországon, 1975 ISBN 9633301106 (eredetileg olaszul folytatásokban Parmában: 1962, 1969, 1973)
- Beszélgetések Luigi Dallapiccolával, 1977
- Beszélgetések Luigi Nonóval, 1978
- Verdi operakalauz, 1978 ISBN 9633302609
- Beszélgetések Ligeti Györggyel, 1979 (angolul: György Ligeti in conversation with Peter Várnai, Josef Häusler, Claude Samuel, and himself. London, 1983. Eulenburg Books ISBN 0903873680)
- Miért szép századunk operája? Szerkesztő és társíró, Gondolat, 1979
- Oratóriumok könyve; előszó Ferencsik János; 2. bőv. kiad.; Zeneműkiadó, Budapest, 1983

### Kisebb tanulmányok
- Egy muzsikus a reformkorban. Mátray Gábor élete és munkássága a szabadságharcig in: Erkel Ferenc és Bartók Béla emlékére. 1954. Akadémiai K. + Mátray Gábor élete és munkássága a haláláig in: A magyar zene történetéből. 1955. Akadémiai K. A két rész átdolg. és összevont kiadása:
Egy magyar muzsikus a reformkorban. in Mátray Gábor: A Muzsikának Közönséges Története és egyéb írások. 1984. Magvető K. ISBN 9631403084 pp. 361→547.
- Adalékok a XIX. századi magyar operajátszás történetéhez. (Levéltári dokumentumok): in: Az opera történetéből. 1961. Akadémiai K. pp. 197→223

## Díjai
- 1973 - Szocialista kultúráért
- 1987 - Péterfi-plakett